# Schizophrenia
Schizophrenia je drugi studijski album brazilskog metal sastava Sepultura. 
Album je sniman u studiju J.G. u Belo Horizonteu, te je objavljen 30. listopada 1987. Ovo je prvi Sepulturin album snimljen s gitaristom Andreasom Kisserom. Na albumu je primjetan prijelaz iz čistog death metala u thrash metal.

## Popis pjesama
| 1.    | »Intro«                          |                | 0:31 |
| 2.    | »From the Past Comes the Storms« | Sepultura      | 4:55 |
| 3.    | »To the Wall«                    | Sepultura/Korg | 5:36 |
| 4.    | »Escape to the Void«             | Sepultura      | 4:38 |
| 5.    | »Inquisition Symphony«           | Sepultura      | 7:13 |
| 6.    | »Screams Behind the Shadows«     | Sepultura      | 4:48 |
| 7.    | »Septic Schizo«                  | Sepultura      | 4:31 |
| 8.    | »The Abyss«                      | Sepultura      | 1:01 |
| 9.    | »R.I.P. (Rest in Pain)«          | Sepultura      | 4:36 |
| 56:45 |                                  |                |      |

| 10. | »Troops of Doom« | M. Cavalera/Jairo Guedz/Paulo Jr./I. Cavalera | 3:17 |

| 11. | »The Past Reborns the Storms« (demoverzija) | Sepultura | 5:08 |
| 12. | »Septic Schizo« (remiks)                    | Sepultura | 4:34 |
| 13. | »To the Wall« (remiks)                      | Sepultura | 5:31 |

## Osoblje
- Max Cavalera — vokal, ritam gitara
- Igor Cavalera — bubnjevi
- Andreas Kisser — gitara, prateći vokal
- Paulo Jr. — bas-gitara